# 西班牙裔菲律賓人
西班牙裔菲律賓人，或稱在菲律賓的西班牙人，是指始祖或者本人有西班牙人血統的菲律賓人，但具體人数不詳，他們多來自安達盧西亞，少數來自加泰隆尼亞和巴斯克。
菲律賓曾為西班牙帝國殖民地，歸新西班牙副王區管理，很多西班牙人作為行政人員、軍人、教士來到菲律賓定居生活，而在1821年墨西哥獨立後，菲律賓直接歸馬德里管理。
他們逐漸和當地土著融合，但仍以白人祖先為榮，他們在菲律賓社會起著很大影嚮力。1565年至1898年間，來自拉丁美洲和西班牙的西班牙人往返於菲律賓群島。這有助於西班牙裔融入日常社會。根據德國著名民族學家費奧多爾·賈戈爾（Fyodor Jagor）在1818年進行的一項題為“外國人眼中的前菲律賓”的研究，呂宋島至少有三分之一的居民是西班牙人的後裔，或多或少與來自南美，中國和印度的移民混合在一起，當時絕大多數軍事人員都是拉丁美洲血統。
西班牙裔菲律賓人目前占菲律賓上層和中產階級的大部分。許多人要麼從政，要麼是工商業、娛樂和體育部門的高級管理人員。許多菲律賓精英家族王朝，政治家族都是西班牙血統。